# الشاب لهذا
«الشاب لهذا» (بالإنجليزية: The Guy for This)‏ هي الحلقة الثالثة للموسم الخامس من مسلسل إيه إم سي التلفزيوني الدرامي من الأفضل الاتصال بسول، المسلسل يُعتبر بادئة من مسلسل اختلال ضال. تم بث الحلقة في 2 مارس 2020 على قناة إيه إم سي بالولايات المتحدة. خارج الولايات المتحدة، تم عرض الحلقة لأول مرة على خدمة البث نتفليكس في عدة بلدان.

## الاستقبال

### التقييمات
تمت مشاهدة الحلقة من قبل 1.18 مليون مشاهد في أول بث لها، وهو ما يمثل زيادة طفيفة عن الأسبوع السابق البالغة 1.06 مليون مشاهد.

## وصلات خارجية
- «الشاب لهذا» على إيه إم سي (بالإنجليزية)
- «الشاب لهذا» على قاعدة بيانات الأفلام على الإنترنت (بالإنجليزية)